# Charlotte Schellhorn
Charlotte Schellhorn (* 23. Januar 1922 in Bad Aibling; † 1945 in Mallnitz) war eine deutsche Filmschauspielerin.

## Leben
Im Alter von gerade einmal 15 Jahren holte sie Luis Trenker für die deutsch-italienische Co-Produktion Condottieri vor die Kamera. Von 1937 bis 1945 war sie in 13 Filmen zu sehen. Waren es zuerst noch Nebenrollen wie z. B. Toinette in Wer küßt Madeleine?, so konnte sie sich gegen Ende des Krieges, dem Höhepunkt ihrer Karriere, auch in Hauptrollen wie Juanita in Das Mädchen Juanita bewähren. Sie stand 1944 in der Gottbegnadeten-Liste des Reichsministeriums für Volksaufklärung und Propaganda.
Ihre Karriere nahm 1945 ein jähes Ende, sie beging Suizid.

## Filmografie
- 1937: Condottieri
- 1938: Der Maulkorb
- 1938: Was tun, Sybille
- 1939: Zwischen Strom und Steppe
- 1939: Wer küßt Madeleine?
- 1939: Der singende Tor
- 1939: La casa lontana (italienische Fassung von Der singende Tor)
- 1939: Eine kleine Nachtmusik
- 1940: Liebesschule
- 1940: Links der Isar – rechts der Spree
- 1941: Die schwedische Nachtigall
- 1944/50: Die Kreuzlschreiber
- 1944/52: Das Mädchen Juanita